# Juraj Rukavina Vidovgradski
Juraj (Gjuro) barun Rukavina Vidovgradski (njem. Georg Freiherr Rukavina von Vidovgrad) (Trnovac kraj Gospića, 21. ožujka 1777. - Temišvar, 9. rujna 1849.), hrvatski barun, časnik i političar. Za hrvatsku je povijest bitan kao prva osoba koja je u Saboru progovorila hrvatskim. Bilo je to 1832. godine.
Potomak je Jerka Rukavine, zapovjednika utvrde Vidovca, rodonačelnika grane Rukavina Vidovgradskih. Iz obitelji je brojnih poznatih hrvatskih uglednika iz Trnovca, koja je dala čak tri generala i 54 časnika. 
Sudjelovao je u mnogim bitkama i ratovima, istaknuvši se osobito u bitkama Napoleonskih ratova te Revolucije u Mađarskoj 1848. Napredujući u vojnoj hijerarhiji dobio je godine 1818. čin pukovnika, 1829. generalbojnika, 1836. podmaršala, a 1849. generala topništva.  
Za vojne zasluge primio je najviše odlikovanje Habsburške Monarhije, Viteški križ Vojnog reda Marije Terezije.